# 기자릉
기자릉(箕子陵)은 조선 시대에 지어진 기자의 무덤이다. 실제 기자의 무덤인지는 확실치 않다.

## 같이 보기
- 기자 (고조선)
- 기자조선
- 동명왕릉